# Bastnäsita-(La)
La bastnäsita-(La) és un mineral de la classe dels carbonats, que pertany al grup de la bastnäsita. Rep el seu nom de les mines de Bastnäs (Suècia), més el sufix "-(La)" per la dominància del lantani en la seva composició.

## Característiques
La bastnäsita-(La) és un carbonat de fórmula química La(CO₃)F. Cristal·litza en el sistema hexagonal. Acostuma a trobar-se en petits grans o massiva. La seva duresa a l'escala de Mohs és 4 a 5. És l'anàleg amb ceri de la bastnäsita-(Ce) i la bastnäsita-(Y).
Segons la classificació de Nickel-Strunz, la bastnäsita-(La) pertany a «05.BD: Carbonats amb anions addicionals, sense H₂O, amb elements de terres rares (REE)» juntament amb els següents minerals: cordilita-(Ce), lukechangita-(Ce), zhonghuacerita-(Ce), kukharenkoïta-(Ce), kukharenkoïta-(La), cebaïta-(Ce), cebaïta-(Nd), arisita-(Ce), arisita-(La), bastnäsita-(Ce), bastnäsita-(Y), hidroxilbastnäsita-(Ce), hidroxilbastnäsita-(Nd), hidroxilbastnäsita-(La), parisita-(Ce), parisita-(Nd), röntgenita-(Ce), sinquisita-(Ce), sinquisita-(Nd), sinquisita-(Y), thorbastnäsita, bastnäsita-(Nd), horvathita-(Y), qaqarssukita-(Ce) i huanghoïta-(Ce).

## Formació i jaciments
Es troba en carbonatites d'ankerita. Va ser descoberta al dipòsits de niobi i terres rares de Belaya Zima, a la serralada de Saian, Tuva (Districte Federal de l'Extrem Orient, Rússia). Sol trobar-se associada a altres minerals com la fluocerita i la cerianita-(Ce).